# Chlorostoma
Chlorostoma es un género de gasterópodos marinos de la familia Tegulidae.

## Descripción
Tienen una concha cónica, baja y sin ornamentación. La columela está curvada y forma un callo sobre el ombligo, que cuando es abierto deja ver una o más costillas que la recorren longitudinalmente. El labio interno de su boca es liso, y puede cubrir el ombligo.
Tienen un opérculo córneo que sirve para obturar la boca de su concha como protección, cuando se retraen. 

## Distribución
Viven en las aguas litorales de las costas templadas y cálidas del Pacífico norte y el mar Caribe.

## Especies
Las especies aceptadas del género Chlorostoma son:
- Chlorostoma argyrostomum (Gmelin, 1791)
- Chlorostoma lischkei (Tapparone-Canefri, 1874)
- Chlorostoma xanthostigma (A. Adams, 1853)